# Nubisk sandsten

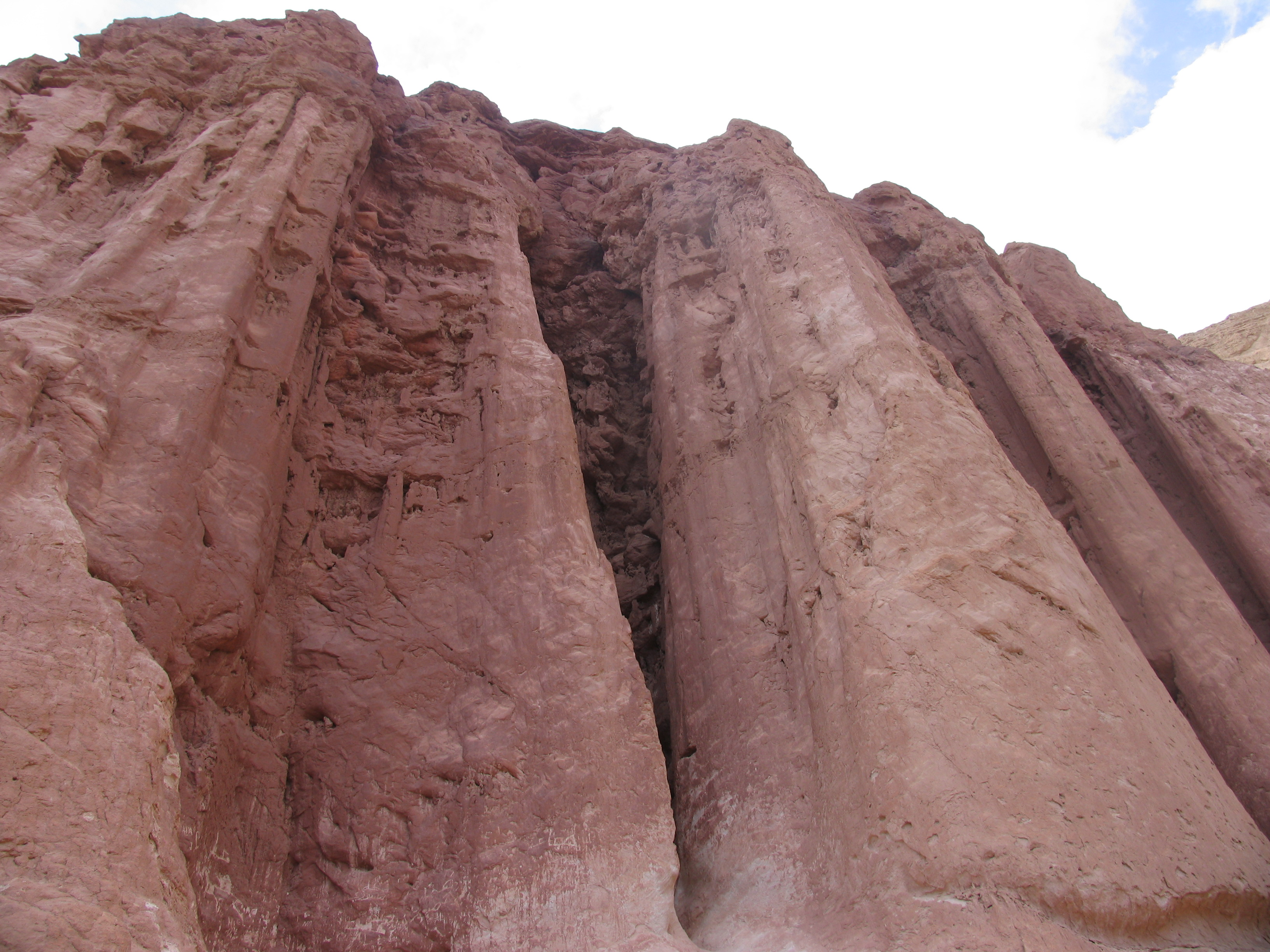
Amrankolonnerna, Eilat, Israel

Nubisk sandsten är en faciesutbildning från yngre krita, senon och danien i nordöstra Afrika, Egypten och angränsande områden.
Lagren består av sandsten växellagrat med kalksten. Perioden kännetecknades av en sänkningsperiod med transreggression från söder mot norr. Under namnet Nubisk sandsten har man även inbegripit sandsten i samma område från Karbon.